# Casarrubuelos
Casarrubuelos é um município da Espanha, na província e comunidade autônoma de Madrid. Tem 5,5 km² de área e em 2021 tinha 3 939 habitantes (densidade: 716,2 hab./km²). Limita com os municípios de Cubas de la Sagra, Illescas, Torrejón de la Calzada e Ugena.